# Richard Belzer
Richard Jay Belzer (Bridgeport (Connecticut), 4 augustus 1944 – Bozouls, 19 februari 2023) was een Amerikaans stand-upcomedian, schrijver en acteur, hij is bekend door zijn rol als Sergeant John Munch in Homicide: Life on the Street en Law & Order: Special Victims Unit. In de laatstgenoemde serie speelde Belzer 226 keer in de periode 1999-2009.

## Levensloop
Belzer kwam uit een joodse familie, als zoon van Francis en Charles Belzer. Zijn vader was een snoep- en tabakverkoper. Belzer groeide op met zijn ouders en oudere broer Leonard. Belzer woonde en studeerde op de Andrew Warde High School in de naburige stad Fairfield. Beide ouders stierven toen hij jong was, hij was 18 toen zijn moeder stierf aan kanker en 22 toen zijn vader zelfmoord pleegde. Na de middelbare school werkte Belzer als verslaggever voor de Bridgeport Post. Hij studeerde aan het Dean Junior College in Franklin voor twee semesters en een deel van het derde semester.
Belzer verhuisde naar New York met zangeres Shelley Ackerman en begon daar te werken als stand-upcomedian bij Pips, The Improv en Catch a Rising Star.
Eind jaren 70 en begin jaren 80 werkte Belzer af en toe als acteur. Hij speelde kleine rollen in onder meer Fame, Night Shift, Scarface en The Puppet Masters.
In de jaren 90 verscheen Belzer herhaaldelijk op televisie. Hij was een regelmatige gast in de tv-show The Flash. In verschillende afleveringen van Lois en Clark: The New Adventures of Superman speelde hij inspecteur William Henderson. Hij verlengde dat succes met hoofdrollen in Homicide: Life on the Street (1993-99) en Law & Order: Special Victims Unit (1999-2016). Daarnaast heeft hij als detective John Munch ook gespeeld in afleveringen van zes andere reeksen:
- Law & Order - 4 episodes: "Charm City Part 1", "Baby, It's You", "Sideshow" en "de titel deel 2".
- The X-Files - 1 aflevering: "Unusual Suspects".
- The Beat - 1 aflevering: "They Say It's Your Birthday".
- Law & Order: Trial by Jury - 1 aflevering: "Skeleton (2)".
- Arrested Development - 1 aflevering: "Exit Strategy". (Belzer verscheen ook in de aflevering "SOB", maar als zichzelf.)
- The Wire - 1 aflevering: "Took".

Belzer trouwde met actrice Harlee McBride in 1985. Dit was zijn derde huwelijk.
Belzer steunde Barack Obama in zijn campagne voor het presidentschap van de Verenigde Staten in 2008.
Belzer werd 78 jaar oud. Hij overleed in 2023 in Frankrijk, waar hij al enige tijd woonde.